# Dino Sani
Dino Sani (ur. 23 maja 1932 w São Paulo), brazylijski piłkarz, pomocnik. Mistrz świata z roku 1958.
W ojczyźnie grał m.in. w São Paulo FC. Podczas MŚ 58 wystąpił w dwóch meczach reprezentacji Brazylii, później zastąpił go Zito. Po finałach został piłkarzem Boca Juniors. W 1961 odszedł do Milanu i barw mediolańskiego klubu bronił przez trzy sezony. W 1962 wywalczył scudetto, a rok później znalazł się w składzie zdobywców Pucharu Europy. Po powrocie do Brazylii grał w Corinthians Paulista. Pracował jako trener, m.in. w Boca.